# 尾野弘樹
尾野 弘樹（おの ひろき、1992年7月15日 - ）は、奈良県出身のオートバイレーサー。

## 経歴
鈴鹿サーキットの地方選手権2006年シリーズチャンピオンを経て、2007年よりバトルファクトリーチームから全日本ロードレース選手権GP125クラスに参戦を開始。2008年には第5戦鈴鹿で初表彰台（2位）を獲得し、年間ランキング3位となった。またこの年の日本GP125ccクラスのレースにはワイルドカード枠で参戦、24位でグランプリデビューを終えた。
2009年は第3戦オートポリスで初優勝を果たし、2年連続で年間ランキング3位を記録した。また17歳以下のライダーを対象としたユースカップでは、2年ともチャンピオンとなった。
2009年の全日本閉幕後はスペインロードレース選手権（CEV）の125ccクラスに2戦スポット参戦、前年にGPで小山知良が使用したKTMのマシンを持ち込んだ尾野は、デビュー戦のヘレスでいきなり3位表彰台を獲得する活躍を見せた。
2010年はCEVにフル参戦する予定だったが、シーズン序盤にイタリア選手権（CIV）に鞍替えすることとなった。第2戦モンツァより名門RUMIチームでオリジナルの125ccマシンの開発を兼ねて出場した尾野は、第6戦ミザノで初表彰台（3位）を獲得、年間ランキングでは5位となった。またこの年の全日本ロードレース選手権J-GP3クラスには2戦スポット参戦。第2戦オートポリスは雨天で決勝中止、最終戦鈴鹿では勝利を挙げた。さらにこの年のヨーロッパ各国選手権の上位陣が一堂に会し、スペインのアルバセテ・サーキットで開催されたヨーロッパ選手権レースにも参戦したが、リタイヤに終わった。
2011年はイタリアのカレッタ・テクノロジーチームから、ロードレース世界選手権125ccクラスに開幕戦から参戦を開始した。ワークスとしては2009年シーズンをもってグランプリから撤退して開発が止まっているKTMのマシンを駆り、ウェットレースとなった第2戦スペインGPでは8位入賞を果たすなどの健闘を見せていたが、第5戦カタルニアGP以降はアレクシ・マスブーにシートを奪われてしまった。だが、2012よりADC「アジアドリームカップ」に、日本代表として参戦し 翌年の2013年にはシリーズチャンピオンに輝く。2014年からは旧ヨーロッパ選手権「CEV」にteam AsiaからTSR3で参戦し、ランキング3位になる。2015年からはFIM 世界選手権Motogpのmoto3に参戦する。

## 主なレース戦績
| シーズン | クラス | チーム                  | バイク         | 出走 | 優勝 | 表彰台 | PP | ポイント | シリーズ順位 |
| -------- | ------ | ----------------------- | -------------- | ---- | ---- | ------ | -- | -------- | ------------ |
| 2007年   | GP125  | バトル&ミハラレーシング | ホンダ・RS125R | 6    | 0    | 0      | 0  | 19       | 14位         |
| 2008年   | GP125  | バトルファクトリー      | ホンダ・RS125R | 6    | 0    | 1      | 0  | 70       | 3位          |
| 2009年   | GP125  | バトルファクトリー      | ホンダ・RS125R | 6    | 1    | 3      | 1  | 77       | 3位          |
| 2010年   | J-GP3  | バトルファクトリー      | ホンダ・RS125R | 2    | 1    | 1      | 0  | 36       | 16位         |

| シーズン | クラス | チーム             | バイク      | 出走 | 優勝 | 表彰台 | PP | ポイント | シリーズ順位 |
| -------- | ------ | ------------------ | ----------- | ---- | ---- | ------ | -- | -------- | ------------ |
| 2009年   | 125GP  | B&B BATLLE FACTORY | KTM・125FRR | 2    | 0    | 1      | 0  | 25       | 16位         |
| 2010年   | 125GP  | BATLLE FACTORY     | KTM・125FRR | 2    | 0    | 0      | 0  | 12       | 21位         |
| 2014年   | Moto3  | Honda Team Asia    | TSR/Honda   | 7    | 0    | 4      | 0  | 116      | 3位          |

| シーズン | クラス | チーム          | バイク | 出走 | 優勝 | 表彰台 | PP | ポイント | シリーズ順位 |
| -------- | ------ | --------------- | ------ | ---- | ---- | ------ | -- | -------- | ------------ |
| 2010年   | 125GP  | Rumi 125GP Team | RUMI   | 6    | 0    | 1      | 0  | 55       | 5位          |

| シーズン | クラス | チーム                 | バイク         | 出走 | 優勝 | 表彰台 | PP | FL | ポイント | シリーズ順位 |
| -------- | ------ | ---------------------- | -------------- | ---- | ---- | ------ | -- | -- | -------- | ------------ |
| 2008年   | 125cc  | バトルファクトリー     | ホンダ・RS125R | 1    | 0    | 0      | 0  | 0  | 0        | -            |
| 2011年   | 125cc  | カレッタ・テクノロジー | KTM・125FRR    | 4    | 0    | 0      | 0  | 0  | 8        | 18位※        |
| 合計     |        |                        |                | 5    | 0    | 0      | 0  | 0  | 8        |              |

※第4戦終了時点
- 2012年 - アジア ロードレース選手権 HONDA CBR250アジア・ドリーム・カップ  ランキング2位。
- 2013年 - アジア ロードレース選手権 HONDA CBR250アジア・ドリーム・カップ  シリーズチャンピオン。
- 2013年 - ロードレース世界選手権Moto3クラス第17戦にスポット参戦しリタイヤ。Honda Team Asiaから参戦。（テクニカルスポーツレーシング/TSR3）
- 2013年 - スペイン選手権第6戦バレンシアにスポット参戦しRACE110位、RACE2リタイヤ。Honda Team Asiaから参戦。（テクニカルスポーツレーシング/TSR3）
- 2014年 - CEVレプソルインターナショナル選手権 ランキング3位（Honda Team Asia・TSR/Honda）
- 2015年 - ロードレース世界選手権Moto3クラス ランキング21位（LEOPARD Racing／Honda NSF250RW）
- 2016年 - ロードレース世界選手権Moto3クラス ランキング23位（Honda Team Asia／Honda NSF250RW）
- 2017年 - FIM・CEVレプソル国際選手権Moto2クラス参戦（NTS Sportscode T.Pro/NTS-NH6）